# Buscando a Nemo (banda sonora)
Finding Nemo es el álbum de la banda sonora original de la película de animación de 2003 Buscando a Nemo. El álbum fue nominado para los Óscar en la categoría de Mejor banda sonora, perdiendo con El Señor de los Anillos: el retorno del Rey.

## Listado de canciones
Todas las canciones escritas y compuestas por Thomas Newman, salvo 40 (Charles Trénet, Jack Lawrence y Albert Lasry). 
| N.º | Título                                         | Duración |  |
| 1.  | «Wow»                                          | 2:31     |  |
| 2.  | «Barracuda»                                    | 1:29     |  |
| 3.  | «Nemo Egg (Main Title)»                        | 1:16     |  |
| 4.  | «First Day»                                    | 1:15     |  |
| 5.  | «Field Trip»                                   | 0:57     |  |
| 6.  | «Mr. Ray Scientist»                            | 1:28     |  |
| 7.  | «The Divers»                                   | 1:56     |  |
| 8.  | «Lost»                                         | 1:03     |  |
| 9.  | «Short-Term Dory»                              | 0:43     |  |
| 10. | «Why Trust a Shark?»                           | 1:17     |  |
| 11. | «Friends Not Food»                             | 1:51     |  |
| 12. | «Fish-O-Rama»                                  | 0:29     |  |
| 13. | «Gill»                                         | 1:40     |  |
| 14. | «Mt. Wannahockaloogie»                         | 1:20     |  |
| 15. | «Foolproof»                                    | 0:32     |  |
| 16. | «Squishy»                                      | 1:32     |  |
| 17. | «Jellyfish Forest»                             | 1:32     |  |
| 18. | «Stay Awake»                                   | 1:47     |  |
| 19. | «School of Fish»                               | 1:03     |  |
| 20. | «Filter Attempt»                               | 2:05     |  |
| 21. | «The Turtle Lope»                              | 2:04     |  |
| 22. | «Curl Away My Son»                             | 1:28     |  |
| 23. | «News Travels»                                 | 1:13     |  |
| 24. | «The Little Clownfish from the Reef»           | 1:15     |  |
| 25. | «Darla Filth Offramp»                          | 2:22     |  |
| 26. | «Lost in Fog»                                  | 1:05     |  |
| 27. | «Scum Angel»                                   | 1:22     |  |
| 28. | «Haiku»                                        | 1:41     |  |
| 29. | «Time to Let Go»                               | 2:22     |  |
| 30. | «Sydney Harbour»                               | 0:28     |  |
| 31. | «Pelicans»                                     | 1:12     |  |
| 32. | «Drill»                                        | 0:50     |  |
| 33. | «Fish in My Hair!»                             | 1:29     |  |
| 34. | «All Drains Lead to the Ocean»                 | 1:36     |  |
| 35. | «...P. Sherman, 42 Wallaby Way, Sydney...»     | 0:39     |  |
| 36. | «Fishing Grounds»                              | 1:41     |  |
| 37. | «Swim Down»                                    | 1:46     |  |
| 38. | «Finding Nemo»                                 | 1:19     |  |
| 39. | «Fronds Like These»                            | 1:57     |  |
| 40. | «Beyond the Sea» (cantada por Robbie Williams) | 4:08     |  |

## Créditos
- Música compuesta y dirigida por Thomas Newman
- Producida por Thomas Newman y Bill Bernstein
- Productor ejecutivo del álbum: Chris Montan
- Grabada y mezclada por Tommy Vicari en los The Village and Signet Sound Studios
- Orquesta grabada por Armin Steiner en los Sony Pictures Studios
- Ingenieros asistentes: Tom Hardisty, Okhee Kim
- Orquestaciones por Thomas Pasatieri
- Editor musical: Bill Bernstein
- Contratista musical: Leslie Morris
- Concertino: Sid Page
- Preparador musical: Julian Bratoyubov
- Editor de asistencia musical: Michael Zainer
- Audio digital: Jesse Voccia
- Álbum dominado por Joe Gastwirt